# Vautour fauve portant le flagellum (hiéroglyphe égyptien G15)

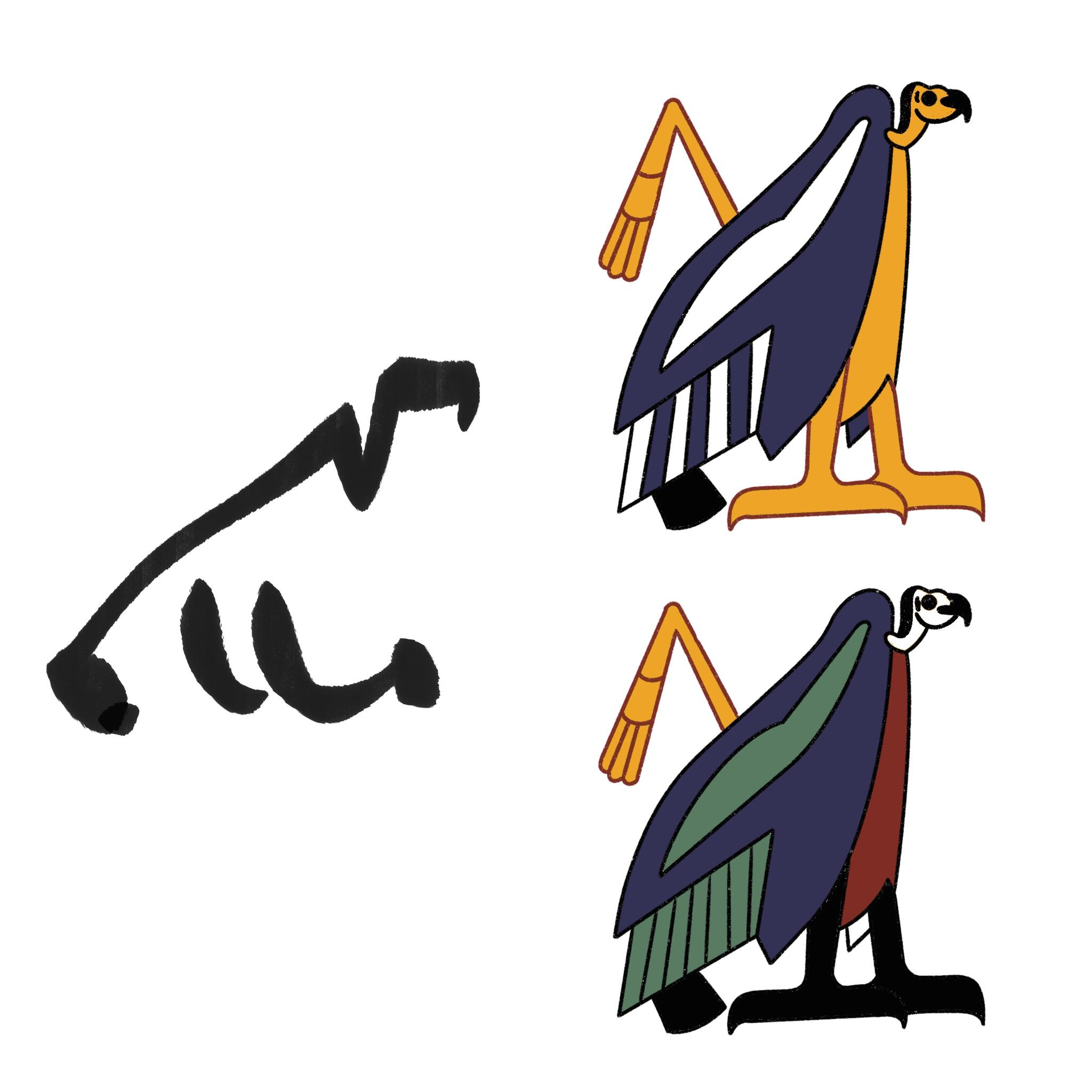
Version hiératique et hiéroglyphique

Le vautour fauve portant le flagellum, en hiéroglyphes égyptiens, est classifié dans la section G « Oiseaux » de la liste de Gardiner ; il y est noté G15. 

## Représentation
Il représente un vautour au plumage blanc et bleu jusqu'au Moyen Empire renvoyant à un vautour de Rüppel (Gyps rueppelli) ou à un vautour africain (Gyps africanus). Ensuite son plumage devient bigarré rouge, bleu et vert renvoyant là à un vautour fauve (Gyps fulvus) ou bien à un vautour oricou (Torgos tracheliotos). Sa tête peut être blanche et ses serres jaune, il tient le flagellum nekhekh. Il est translittéré Mw.t.

## Utilisation
| t | G15 |

| t | G15 |